# Nana (歌手)
Nana（ナナ、1976年3月25日 - ）は、日本の歌手、女優。MAXのメンバー。本名、澤岻 奈々子（たくし ななこ）。別名、沢詩 奈々子（たくし ななこ）。沖縄県島尻郡南風原町出身。

## 来歴
- 南風原町立北丘小学校[2]、南風原町立南風原中学校[3]卒業。
- デビュー前から沖縄ローカルの番組『沖縄クラブハートキャッチTV』のレギュラーや、新垣寿子と共に沖縄の砂糖をPRする「沖縄砂糖真時代」（1991年）のCM等に出演していた。沖縄県では有名なCMで、LinaはこのCMソングを完璧に覚えている。
- 1992年4月、SUPER MONKEY'Sとして芸能活動開始。
- 1993年、5人から4人体制に移行し、同時にメンバー全員が沖縄アクターズスクールを卒業し、上京する。
- 1994年8月から日本テレビ系『夜もヒッパレ一生けんめい』に準レギュラーとして出演するようになる。
- MAX結成直前の1995年春に本名の姓「澤岻」を「沢詩」（読みは「たくし」で変わらず）に改めた。
- 1995年4月から日本テレビ系『THE夜もヒッパレ』にレギュラー出演。同時に安室を除く4人がMAXとして活動を開始する。但し、MAXのCDデビューや安室のavex移籍後も、安室のシングル「Body Feels EXIT」、「Chase the Chance」ではバックダンサーとして4人が参加しているほか、ライブもグループ名義で行われており、5人での活動は継続された。メンバーの中では最年長であり、リーダーも務める。
- 1996年3月～5月、日本武道館・大阪城ホール公演を含む初の全国ツアー「mistio presents AMURO NAMIE with SUPER MONKEY'S TOUR '96」を開催（ホール21公演）。この時期になると、安室の一大ブームやMAXのブレイクなどから別々での活動が目立つようになり、テレビで5人が揃うことが減少していく。同年8月～9月にかけ、野外ライブ「SUMMER PRESENTS '96 AMURO NAMIE with SUPER MONKEY'S」を開催。最終日である9月1日の千葉マリンスタジアム公演を最後にグループとしての活動を休止（実質上、解散）し、以後それぞれの活動に専念する。
- 1999年に開催された全国ツアーの奈良公演でステージから転落し、ライブが中止になるというハプニングがあった。
- 2009年、NAHAマラソンに出走し、5時間54分42秒（ネットタイム5時間40分11秒）で完走した。
- 2016年5月8日、ダンサーのCHINOと15年にもおよぶ交際を実らせ、婚姻届を提出した[4]。
- 2019年9月2日、第1子を妊娠していることを自身のブログにて発表[5][6]。同年末、第1子男児を出産[7]。

## 人物
- 身長159cm。血液型A型。スリーサイズはB82・W61・H80。特技は書道で、五段の腕前をもつ。
- 愛称は「ナナコ」または「（屋上の）モップ」[8]。一時期、髪形をベリーショートにしていたが、石橋貴明から「フルマラソン走り終わった有森さんみたいになってる」と言われたこともある。

### エピソード
- MAXメンバーのなかではダンスの能力に秀でており、『シャル・ウィ・ダンス?〜オールスター社交ダンス選手権〜』でもプロのダンサーとともにその能力を披露している。
- 料理の腕が酷いことが料理バラエティ番組『愛のエプロン3』（テレビ朝日系列）で発覚した。酢豚にたけのこの中身ではなく皮を使い、天丼では丼つゆに重曹とニンニクを使い、MAXのメンバー全員を愛のバケツ行きにさせた。さらに自分が食べた時には、首の筋がつってしまうというハプニングもあり、過去に出場した130人の女性タレントの中で最下位となった（後に137人中136位となる）。ただし、上京してから覚えたというフレンチトーストだけはちょっぴり自信があるとのこと。
- さらにプライベートでは、レコーディングの差し入れに手作りケーキを作ったが、当時メンバーだったAkiによれば「石けんの味がする」ものだったため不評だった。また、袋入りインスタントラーメンの説明書きに「温かいお湯で作ってください」と記載されていたので、ポットの中に麺とかやくを入れてフタをし、スイッチを押せばラーメンが出てくると思って調理していたことがある。
- オーストラリアに占い旅行に行ったとき、前世が「捨て子だった森三中・村上知子の前世を拾って、育てていた」という結果が出た。ちなみにNanaと村上は非常に仲がよく、オーストラリアに行ったときも、Nanaと村上の二人旅だった。
- 動物が苦手である。他のMAXメンバーは全員犬を飼っているが、Nanaだけは飼っていない。番組内で犬を膝に乗せられた時は、引きつった笑顔で「可愛い」と犬の頭を撫でていた。その直後にはロボット犬「AIBO」を同様に膝に乗せられるが、頭を撫でていたにもかかわらずAIBOが暴れだして苦笑していた。またLinaの愛犬を間近で見て、恐怖のあまり絶叫したこともある。ただし、ReinaとMinaの愛犬の名前はNanaが名付けている。なお、現在はリクガメをペットとして飼育している。
- 単独での活動のほとんどは、Reina同様バラエティ番組のゲスト出演である。リアクション上手なので、お笑い芸人に人気がある[9]。その他女優として、映画やドラマにも出演しており、今後、大女優を目指しているが、芝居はいまいちとのこと[10]。
- 笑う時に口に手を当てる癖があるが、これは本人いわく「口の中が乾いてしまうため」とのこと。

## 出演

### テレビドラマ
- STATION 第3話（1995年、日本テレビ） - ヤンキー女子高生 役
- 湘南リバプール学院（1995年、フジテレビ） - 阿部理絵 役
- スウィートデビル（1998年、テレビ朝日） - 篠山泉 役
- ちゅらさん2（2003年、NHK総合） - 多恵子 役
- スターライト（2005年、テレビ東京） - 荒井 役
- ちゅらさん4（2007年、NHK総合） - 多恵子 役
- 私のホストちゃん〜しちにんのホスト〜 第6 - 7話（2011年、テレビ朝日） - 美咲 役
- ガールズトーク〜十人のシスターたち〜 第43 - 45話（2013年、テレビ朝日） - 芸能人 役
- ガールズトーク 薔薇組（2013年 - 2014年、テレビ朝日） - ジャネット黒木 役
- 武道館 第2・5話（2016年、フジテレビ） - 八木芙由美 役
- 月曜名作劇場「修善寺温泉殺人事件」（2017年、TBS） - 原沙織 役
- 闘牛戦士ワイドー2 全13話（2019年、RBC） - ノロ上地（ノロウィッチ）役
- 最高のオバハン 中島ハルコ 第1シリーズ 第7話（2021年5月22日、東海テレビ・フジテレビ） - 青柳小夜子 役
- ひとりで飲めるもん! 第7・8話（2021年7月16日・23日、WOWOW）- ゲスト出演
- ブラザー・トラップ（2023年放送予定、TBS） - 成瀬由紀 役[11]
- 極限夫婦 第一章「船越夫婦の場合」（2024年1月19日 - 2月2日、カンテレ） - 伊上 役
- 西園寺さんは家事をしない 第10話（2024年9月10日、TBS） - 小畑遥華 役

### ウェブドラマ
- トリプルミッション!!! 女優たちの夢、ドラマにしました 「BADLUCK」（2020年3月20日、ひかりTV）

### バラエティ番組
- ラジかる!!（2005年 - 2006年、日本テレビ系列） - 「ラジかるちゃー」月曜日レギュラー

### 映画
- 麗霆゛子 レディース!!MAX（1996年、パル企画） - 北沢鮎美 役
- Give me a Shake レディースMAX（1997年、パル企画） - ナナ 役
- ドリームメーカー（1999年、東映） - お天気キャスター 役
- 棒たおし!（2003年、東京テアトル） - 看護婦 役（特別出演）
- 東京オンリーピック（2008年）
- 親子劇場（2023年公開、モバコン）[12]
- ばんたが島（2023年公開）[13]

### 舞台
- DUMP SHOW!（2011年7月・8月、東京 サンシャイン劇場・大阪 サンケイホールブリーゼ） - レイラ 役
- ドリームハイ（2012年7月、新国立劇場 中劇場）
- Just do it! ～やるっきゃない!（2017年4月、6月、テアトルBONBON、中野 ザ・ポケット） - 主演・柏木亜美 役
- ドラマティックレビュー 『TARKIE THE STORY』（2022年2月10日 - 16日、品川ステラボール） - 笠置シヅ子 役[14]
- セーブ・ザ・ダディ ～VIVID CONTACT事件簿～（2022年11月16日 - 20日、恵比寿・エコー劇場）[15]
- 聞ｺｴﾙｶｺﾉ声ｶﾞ笑ｴﾙｶ生ｷﾅｶﾞﾗｴﾃ（2022年12月9日、中野 劇場HOPE） - ゲスト出演[16]

### トークイベント
- 第11回沖縄フェア 沖縄トークショー（2022年7月17日、越谷イオンレイクタウン mori棟 木の広場）

## 書籍
写真集
1. NANA 24-4（2002年4月、竹書房、撮影：ZIGEN）ISBN 978-4-8124-0878-0

ムック本
- アイドル保健体育（2021年9月14日、CDジャーナル、著者：竹中夏海）ISBN 978-4-909774-15-6 - 著者・竹中夏海とNANAの対談を収録。